# Meliponomima martensis
Meliponomima martensis là một loài ruồi trong họ Asilidae. Meliponomima martensis được Artigas & Papavero miêu tả năm 1989. Loài này phân bố ở vùng Tân nhiệt đới.